# VIP-rummet
VIP-rummet är en spänningsroman från 2014 av Jens Lapidus. VIP-rummet är första fristående delen i en boktrilogi.
I oktober 2020 hölls seriepremiär för thrillerserien Top Dog, vilken är baserad på trilogin VIP-rummet, STHLM Delete och Top Dogg.